# Новопетровское (Благодатневский сельсовет)
Новопетро́вское (укр. Новопетрівське) / Садо́вое (укр. Садове) — село на Украине, находится в Амвросиевском районе Донецкой области. Находится под контролем самопровозглашенной Донецкой Народной Республики.

## География
В Донецкой области имеется одноимённый населённый пункт — село Новопетровское на границе с Россией в том же Амвросиевском районе (Алексеевский сельский совет).
Село расположено на реке Крынке (приток Миуса).

#### Соседние населённые пункты по странам света
С: —
СЗ: Покровка (Амвросиевский район), Степано-Крынка (выше по течению Крынки)
СВ: Малая Шишовка
З: —
В: Благодатное, Сеятель, Великое Мешково (ниже по течению Крынки)
ЮЗ: Бондаревское, Металлист, Елизавето-Николаевка, Трепельное
ЮВ: Новоклиновка (ниже по течению Крынки), Новоамвросиевское, город Амвросиевка
Ю: Котовского (ниже по течению Крынки), Родники

## История
12 мая 2016 года Верховная Рада Украины присвоила селу название Садовое в рамках кампании по декоммунизации на Украине. Переименование не было признано властями самопровозглашенной ДНР.

## Население
Население по переписи 2001 года составляло 193 человека.

## Общая информация
Код КОАТУУ — 1420682007. Почтовый индекс — 87330. Телефонный код — 6259.

## Адрес местного совета
87330, Донецкая область, Амвросиевский район, с. Благодатное, ул.Ленина, 26, 91-1-43